# Paolo Dettori
Paolo Dettori (Tempio Pausania, 20 dicembre 1926 – Sassari, 14 giugno 1975) è stato un politico italiano.
Laureato in lettere all'Università di Cagliari, svolse la professione di professore di Lettere in una scuola media inferiore. Militante e dirigente dell'Azione Cattolica, aderì fin da giovanissimo alla Democrazia Cristiana divenendo membro del comitato (1948) e del direttivo (1949) provinciale di Sassari, prendendo parte alla "rivoluzione" dei cosiddetti giovani turchi.
Appartenente alla corrente morotea, nel giugno del 1957 fu eletto per la prima volta consigliere regionale della Sardegna per la III legislatura regionale. In seguito fu confermato consigliere regionale nella IV, V, VI e VII legislatura regionale fino alla morte. Dopo essere stato vicepresidente del gruppo consiliare democristiano, nel novembre del 1958 fu chiamato a ricoprire la carica di assessore regionale del Lavoro e Pubblica Istruzione nella I giunta Corrias.
Divenne poi assessore regionale dell'Agricoltura e Foreste nella II giunta Corrias dal 1961 al novembre del 1963, quando lasciò l'esecutivo regionale per divenire presidente del gruppo consiliare democristiano del Consiglio regionale.
Fu eletto presidente della Regione Sardegna il 30 marzo del 1966, mantenendo tale incarico fino al 1º febbraio dell'anno successivo. Dettori fu sostenuto da una giunta di centrosinistra (DC-PSI, PSDI e PRI) che però venne meno quando il Partito Sardo d'Azione fece mancare il suo appoggio esterno.
Durante la sua presidenza, la Regione Sardegna abbandonò il tradizionale moderatismo nei rapporti con lo Stato centrale per inaugurare la "politica contestativa" coinvolgendo in una clamorosa manifestazione popolare i sindaci del territorio, che ebbe una partecipazione trasversale.
Nel gennaio del 1968, nel frattempo, ritornò alla presidenza del gruppo consiliare democristiano, che abbandonò quando nel luglio dello stesso anno fu eletto alla presidenza del Consiglio regionale. Nel maggio del 1970 fu eletto segretario regionale della DC sarda, carica che mantenne fino al gennaio del 1971 quando fu chiamato a ricoprire la carica di assessore regionale del Lavoro e Pubblica Istruzione nella I giunta Giagu De Martini (fino al gennaio del 1972) e di assessore dell'Agricoltura e Foreste nella giunta Spano (marzo-ottobre 1972).
Nel giugno del 1974 assunse l'incarico di assessore del Bilancio, Programmazione e Rinascita nella IV giunta Del Rio, incarico che ha mantenuto fino alla morte, avvenuta improvvisamente il 14 giugno del 1975.

## La Giunta regionale Dettori
22 aprile 1966 - 1º febbraio 1967
Presidente:
- Paolo Dettori (DC)

Assessori:
- Agricoltura e foreste: Giuseppe Puligheddu (PSdAz)
- Enti locali: Ignazio Serra (DC)
- Finanze: Sergio Peralda (PSI)
- Igiene e sanità: Salvator Angelo Spano (DC)
- Industria e commercio: Giuseppe Tocco (PSI)
- Lavori pubblici: Alfredo Atzeni (DC)
- Lavoro e pubblica istruzione: Lucio Abis (DC)
- Rinascita: Pietro Soddu (DC)
- Trasporti e turismo: Salvatore Cottoni (PSI)